# Сноуи Шоу
Сноуи Шоу (англ. Snowy Shaw), настоящее имя Томми Хельгессон (швед. Tommie Helgesson) — шведский музыкант-мультиинструменталист, играющий тяжёлую музыку (в основном ударные).

## Биография
Родился 25 июля 1968 года в портовом городе Гётеборг на западном побережье Швеции. Известен по работе со многими хэви-метал-группами, такими как King Diamond, Dream Evil, Mercyful Fate, Illwill, Notre Dame, Therion, Kamelot, Dimmu Borgir и Memento Mori. В настоящее время работает самостоятельно (после расставания с Dream Evil в январе 2006 года). Играл на ударных в Deathstars в январе / феврале 2008 года в их совместном европейском туре с Korn.
Помимо ударных, Сноуи неплохо владеет гитарой, бас-гитарой, клавишными. Использует различные манеры исполнения вокальных партий — фальцет, гроулинг, скриминг. Известен как основной автор песен в Dream Evil.
В октябре 2006 года Сноуи присоединился к шведской симфоник-метал-группе Therion, исполнил партии тенора на альбоме Gothic Kabbalah и пел в туре 2007 года вместе с уже участвовавшим там Матсом Левеном.
Snowy также работает в качестве фотографа и дизайнера для групп и артистов. Известны его работы рекламных снимков для таких групп, как Falconer, Easy Action, Engel, Loud N'Nasty, Passenger, Therion, The Crown, Hellfueled, Nightrage и Wolf.
Бывшие коллеги из Dream Evil его не забывают. В песне «The Ballad» есть строки: «It doesn’t matter where you go, he’s always there that fucking Snowy Shaw».

## Хронология

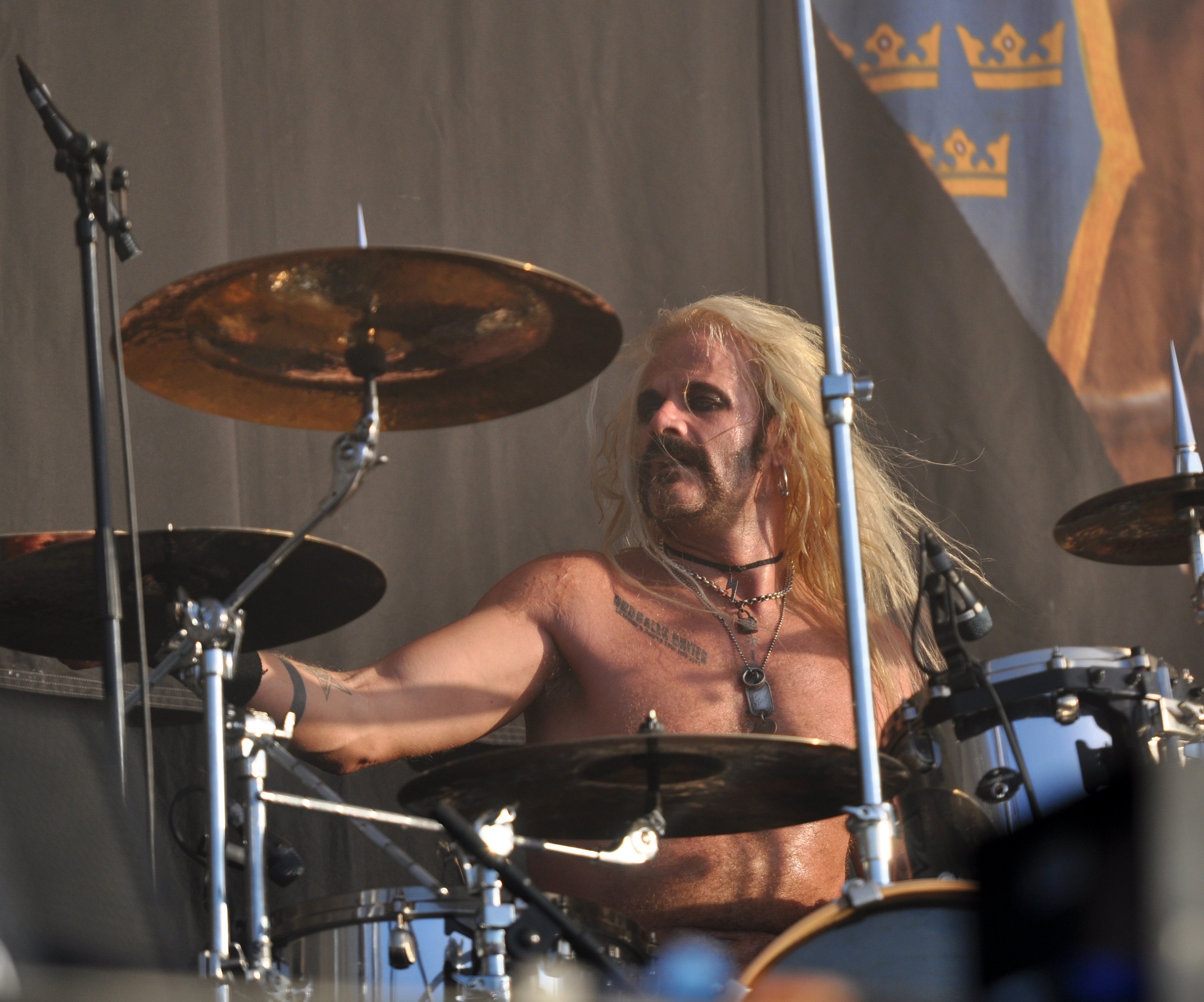
Сноуи в составе Sabaton на Wacken Open Air в 2013 году

- 1989 — присоединился к King Diamond, совместные гастроли по Америке и Европе.
- 1992 — создание группы Memento Mori совместно с Mike Wead и Мессией Марколином.
- 1993 — присоединился к Mercyful Fate, работал над сольным проектом под названием Shamens (позднее Wakan Tanka).
- 1994 — покинул все предыдущие группы для того, чтобы сосредоточиться на Illwill.
- 1997 — покинул все предыдущие группы для того, чтобы сосредоточиться на собственном проекте Notre Dame, где он выступил уже не в качестве ударника, а гитариста, басиста, клавишника и вокалиста. Другим участником проекта была Vampirella, предполагаемо бывшая подруга Шоу.
- 2000 — был приглашён продюсером и гитаристом Фредриком Нордстрёмом[англ.] к участию в новой пауэр-мелодик-метал-группе Dream Evil, от чего впоследствии отказался, согласившись записать некоторые сессии ударных для первого альбома группы Dragonslayer.
- 2001 — Snowy привлекается в качестве сессионного барабанщика для сольного альбома гитариста Ки Марчелло[англ.] (бывшего участника Europe и Easy Action).
- 2002 — решил присоединиться к Dream Evil в качестве полноправного члена, а также гастролировал с группой в Европе и Японии . Работал с Them Sluts! настолько же усердно, как и с собственным проектом Notre Dame.
- 2004 — Notre Dame был распущен после одного из последних выступлений на Хэллоуин
- 2005 — покинул Dream Evil, чтобы продолжить сольную работу. Creepshow Freakshow Peepshow, концертная запись Notre Dame в Гётеборге в 2000 году была выпущена на собственном независимом лейбле Шоу White Trash Records.
- 2006 — продюсировал и предложил свою помощь друзьям из шведской glam/sleaze группы Loud N'Nasty. Играл на ударных в записи и нескольких концертах. Был принят в качестве вокалиста в Therion. Наряду с этим Сноуи начал работу в области дизайна и производства визуального оформления и фото для различных музыкальных групп.
- 2007 — релиз альбома Gothic Kabbalah группы Therion и участие в мировом турне группы, посвящённом собственному 20-летию.
- 2010 — 7 июля объявил о своём уходе из Therion, аргументировав решением присоединиться к «другой крупной группе». 24 августа было официально объявлено о присоединении Сноуи к Dimmu Borgir,[1] однако уже через день, 25 августа, музыкант заявил о своём уходе из группы и возвращении в Therion.[2] Несмотря на это, Сноуи принял деятельное участие в записи альбома Dimmu Borgir Abrahadabra. Его также можно видеть в их видеоклипе на песню Gateways.
- 2012 — принял участие в концертном туре Sabaton вместо ударника, у которого родился ребёнок.[3]
- 2012 — выступил сессионным ударником вместе с группой Raubtier во время одного из концертов Sabaton Cruise 2012.[4]